# Никольский, Борис Николаевич

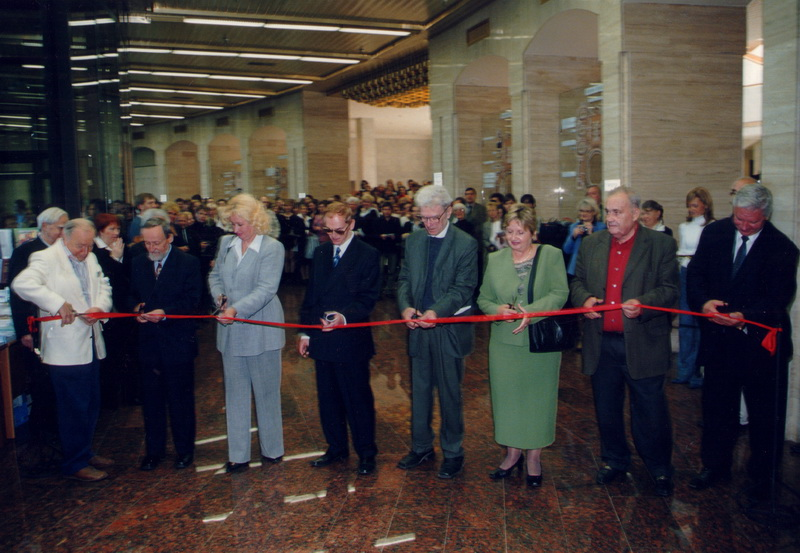
2003. Открытие выставки в РНБ «Университет: диалог поколений». Д. Гранин, А. Вознесенский, Б. Парыгин, Т. Голубева, Н. Никандров, Б. Никольский (в центре), О. Кулиш, Э. Рязанов, М. Шмаков

Борис Николаевич Никольский (9 октября 1931, Ленинград — 18 января 2011, Санкт-Петербург) — советский, затем российский писатель и журналист, в 1984—2006 — главный редактор журнала «Нева».

## Биография и творчество
Борис Никольский родился 9 октября 1931 в Ленинграде.
Во время войны жил в эвакуации в Средней Азии, в августе 1944 вернулся в Ленинград.
В 1949 окончил в Ленинграде школу с золотой медалью. В 1954 окончил Литературный институт им. А. М. Горького в Москве.
Печататься начал в 1951 году в журнале «Смена».
Работал в молодёжной газете в городе Калинине. С декабря 1954 до конца 1956 служил в армии рядовым, сержантом в Забайкальском военном округе.
Работал в журналах «Костёр», «Аврора».
Избирался секретарем правления Ленинградской писательской организации.
С декабря 1984 — главный редактор журнала «Нева».
В 1989—1991 — народный депутат СССР. Участвовал в подготовке Закона о печати.
Награждён орденами Знак почёта и Дружбы народов.
Первый рассказ опубликовал будучи школьником в газете «Ленинские искры», печататься начал в 1951 в журнале «Смена». Началом профессиональной литературной деятельности считал 1962 год, когда в журнале «Юность» была опубликована «Повесть о рядовом Смородине, сержанте Власенко и о себе».
Автор более 20 книг прозы для детей и взрослых.
Скончался в Санкт-Петербурге 18 января 2011.
Брат-близнец — Никольский, Николай Николаевич, академик РАН.

## Награды
- Орден Дружбы народов.
- Орден «Знак Почёта».
- Почётный диплом Законодательного Собрания Санкт-Петербурга (30 марта 2005 года) — за выдающийся вклад в развитие литературы и культуры в Санкт-Петербурге и в связи с 50-летием со дня основания журнала «Нева»[1].